# Stanisław Batruch
Stanisław Batruch (ur. 5 listopada 1935 w Zagórzu, zm. 16 września 2015) – polski malarz, profesor zwyczajny, wykładowca  Akademii Sztuk Pięknych w Krakowie.

## Życiorys
Był wnukiem Wilhelma Hrabala (narodowości czeskiej, właściciel dóbr ziemskich w Dobrej Szlacheckiej, krewny Bohumila Hrabala) ) oraz synem Tomasza (1906–1988, żołnierz Armii Krajowej, księgowy kolei wąskotorowej w Bieszczadach) i Emilii z domu Hrabal z Wolskich herbu Nałęcz (1903–1971) . Miał brata Jerzego (1931–2004, narciarz) . 
W 1953 zdał maturę w Liceum Ogólnokształcącym Męskim w Sanoku, po czym Studium Nauczycielskie w Rzeszowie. W latach 1960–1966 studiował na Wydziale Malarstwa ASP w Krakowie. Dyplom uzyskał u profesor Hanny Rudzkiej–Cybis. Należał do Zrzeszenia Studentów Polskich. Pracował jako nauczyciel w liceum plastycznym w Krakowie. Od 1972 zatrudniony na Wydziale Architektury Wnętrz ASP w Krakowie. W 1980 stworzył pracownię malarstwa na Wydziale Grafiki. W 1993 uzyskał tytuł profesora sztuk plastycznych, a w 2000 otrzymał mianowanie na profesora zwyczajnego.
Jego prace artystyczne oscylowały wokół malarstwa rodzajowego i symbolicznego o abstrakcyjnej stylizacji. Został zaliczony do czołowych polskich kolorystów. Uczestniczył w ponad 100 zbiorowych wystawach w kraju i za granicą, ponadto miał również wystawy indywidualne (m.in. w galerii Inny Śląsk w Tarnowskich Górach, w ośrodku kultury „Wzgórze Zamkowe” w Lubinie). Jego prace znalazły się w zbiorach zarówno państwowych jak i prywatnych na terenie Polski oraz poza granicami, m.in. w Muzeum Narodowym w Krakowie, Muzeum Historycznym w Sanoku i Muzeum Okręgowym w Bieczu.
Zmarł 16 września 2015. Został pochowany na Cmentarzu Salwatorskim w Krakowie (sektor SC7-5-28).

## Odznaczenia i nagrody
Odznaczenia
- Krzyż Kawalerski Orderu Odrodzenia Polski (10 listopada 2000, w uznaniu wybitnych zasług w działalności w ruchu studenckim, za osiągnięcia w pracy zawodowej i społecznej)[6][7]
- Złoty Krzyż Zasługi

Nagrody i wyróżnienia
- Wyróżnienie na Festiwalu Malarstwa Współczesnego w Szczecinie (1988)
- Srebrny medal i wyróżnienie na Międzynarodowym Biennale Malarstwa w Koszycach (1989, Słowacja)
- Nagroda Ministra Kultury i Sztuki II stopnia (1990)
- Nagroda przemysłowców Heitland Fundation (1990, Niemcy)
- Złoty Laur za Mistrzostwo w Sztuce (przyznany przez Fundację Kultury Polskiej)